# Wulverdinghe

Wulverdinghe este o comună în departamentul Nord, Franța. În 1 ianuarie 2022 avea o populație de 332 de locuitori.